# Kelenna Azubuike
Kelenna David Azubuike (* 16. Dezember 1983 in London, England) ist ein britischer Basketballspieler.
Azubuike nahm am 2005er Draft teil, um nach der Inhaftierung seines Vaters seine Familie unterstützen zu können. Er wurde nicht gedraftet, machte aber in der Vorsaison einige Spiele für die Cleveland Cavaliers. Die Cavaliers entließen ihn am Ende der Vorsaison und er musste für das D-League Team der Fort Worth Flyers spielen. Er führte die Flyers bis ins Finale, das sie gegen die Albuquerque Thunderbirds verloren. Seine guten Leistungen brachten ihn am 4. August 2006 zu den Houston Rockets, die ihn aber bereits nach zwei Spielen der Vorsaison wieder entließen. Daraufhin spielte er erneut für die Flyers, wo er die meisten Punkte aller D-League Spieler erzielte und die drittbeste Trefferquote bei Dreipunktwürfen hatte. Am 2. Januar wurde Azubuike von den Golden State Warriors verpflichtet um die Verletztenmisere zu lindern. Eine Legende um die Verpflichtung von Kelenna Azubuike besagt, dass Chris Mullin, der General Manager der Golden State Warriors, den Trainer Don Nelson anrief und ihn gefragt haben soll, ob dieser Sambuca möge. Nach seiner Antwort „Ja“ verpflichtete Mullin Azubuike. Am 7. Juli 2007 wurde der Vertrag von Kelenna Azubuike aufgrund seiner guten Leistungen verlängert. In den ersten 15 Spieler der 2007/08er-Saison spielte er durchschnittlich 31,5 Minuten. Am 17. November 2009 zog er sich eine Patellasehnenruptur zu und verpasste den Rest der Saison. In der darauffolgenden Saison wurde er zu den New York Knicks getradet und anschließend entlassen. Seit seinem Kniesehnenriss hat Azubuike kein Spiel mehr absolviert. Am 23. März 2012 unterschrieb er einen Vertrag bei den Dallas Mavericks, wurde aber zunächst zu den Texas Legends geschickt, um sich dort fit zu machen. Nachdem sich die Mavs von Lamar Odom getrennt hatten, wurde Azubuike in den aktiven Kader geholt.
Im Laufe der Sommerpause 2012 wurde Azubuike von den Mavericks zu den Cleveland Cavaliers transferiert. Für die Cavaliers absolvierte er die Vorbereitung auf die Saison 2012/2013, wurde dann jedoch im Oktober 2012 aus dem Kader gestrichen und der Vertrag zwischen ihm und den Cavaliers wurde per Option aufgelöst.